# Cá bống Caspi
Cá bống Caspi, tên khoa học Neogobius caspius, là một loài cá bống đặc hữu của biển Caspi, nơi nó chỉ được tìm thấy trong vùng nước lợ. Nó đạt đến một độ dài 34,5 cm (13,6 in).